# Vlag van Jamalië
De vlag van Jamalië is in gebruik sinds 28 november 1996. De vlag is blauw. Onderaan het veld staan drie smalle horizontale strepen van wit, blauw en rood (in de volgorde van de Russische vlag). Boven de witte streep staat een repeterend ornament van gestileerde hertengeweien, afwisselend wit en blauw. Rendieren zijn een prominente diersoort van de toendra. Blauw symboliseert grootsheid en schoonheid en is de kleur van de lucht. Het vertegenwoordigt ook het water van de Karazee en de vele rivieren en meren in het gebied. Wit is een symbool van zuiverheid, het goede, onafhankelijkheid en de gezegende gedachten en bedoelingen van de mensen. Het staat ook voor de lange, strenge winters van de regio. Rood is de kleur van moed en standvastigheid.